# Procuratore (impresa commerciale)
Il procuratore è quel soggetto che in base ad un rapporto continuativo ha il potere di compiere per l'imprenditore gli atti pertinenti all'esercizio dell'impresa pur non essendo preposti ad esso (esercizio dell'impresa) (art 2209 del codice civile italiano).

## Poteri
Sono gerarchicamente subordinati all'institore. Il loro potere decisionale è circoscritto ad un determinato settore operativo dell'impresa o ad una serie specifica di atti (es: direttore di un settore dell'azienda). Non ha rappresentanza processuale dell'imprenditore e non è soggetto agli obblighi dell'institore. Non può compiere atti che esorbitano dalla gestione dell'impresa, come alienare o ipotecare i beni immobili del preponente. La principale differenza con l'institore è nella responsabilità nei confronti dei terzi. Il legislatore, infatti, ha omesso di richiamare la relativa disciplina prevista per l'institore al 2208, escludendo così una responsabilità dell'imprenditore per gli atti compiuti senza spendita del nome.

## Riferimenti normativi
- Codice Civile